# Brutal Attack
Brutal Attack je engleski Rock Against Communism/nazi punk bend iz Mitchama, London, Engleska.

## Opći podatci
Međunarodno je poznat kao neonacistički sastav. Pripadaju osnivačima neonacističke glazbene mreže Blood and Honour. Osnovani 1979., među najstarijim su bendovima žanra white power music i važe među najslušanijim bendovima unutar krajnje desne političke scene.
Brutal Attack je dio skupine punk bendova koji djeluju s neonacističkog spektra kao Skrewdriver i White Pride. Mnogi su londonski punk bendovi naginjali progresivnoj ljevici; punk neki glazbeni kritičari povezuju sa Situacionističkom internacionalom, avangardnim revolucionarima iz Pariza 1968., no neonacistički glasovi nažalost su također bili prominentni u punk rocku, stvarajući oporbene identitete duž rasističkih, fašističkih i neonacističkih pravaca.

## Povijest
Formirali su ga krajem 1979. South London High school basist Scrome i bubnjar George. Nekoliko su prijatelja doveli na probe za vokaliste i na kraju su pozvali Scromeova kolegu iz razreda pridružiti im se. Prve svirke bile su u Mitchamu, Carshaltonu i Suttonu i svirali su kao trio, sve dok se nije iz iste škole pridružio John na gitari.

## Vanjske poveznice
- Discogs
- Brutal Attack, MusicBrainz
- Rateyourmusic